# Erdnuss
Die Erdnuss (Arachis hypogaea), schweizerisch Spanisches Nüssli, südtirolerisch Spanischa Nisslan, auch Aschantinuss oder Aschanti, ist eine Pflanzenart in der Unterfamilie der Schmetterlingsblütler (Faboideae) innerhalb der Familie der Hülsenfrüchtler (Fabaceae oder Leguminosae). Die Frucht der Erdnuss ist botanisch gesehen eine Hülsenfrucht, die sich entwicklungsgeschichtlich zur Nuss gewandelt hat. Die Erdnuss gehört zur selben Unterfamilie wie beispielsweise die Erbse und die Bohnen-Arten. Der englische Trivialname der Erdnuss, peanut (zu deutsch „Erbsennuss“), weist auf die botanische Zugehörigkeit zur Familie der Hülsenfrüchtler hin.
Die Ähnlichkeit zu botanischen Nüssen ergibt sich durch die Beschaffenheit der Samen: die Konsistenz, den hohen Fettgehalt und den vergleichsweise niedrigen Anteil an Stärke. Im Vergleich zu echten Nüssen ist der Anteil an Omega-3-Fettsäuren gering. Im Gegensatz zu den meisten anderen Hülsenfrüchten sind Erdnüsse allerdings roh genießbar. Das allergene Potential ist im Vergleich zu anderen Lebensmitteln relativ hoch.

## Beschreibung

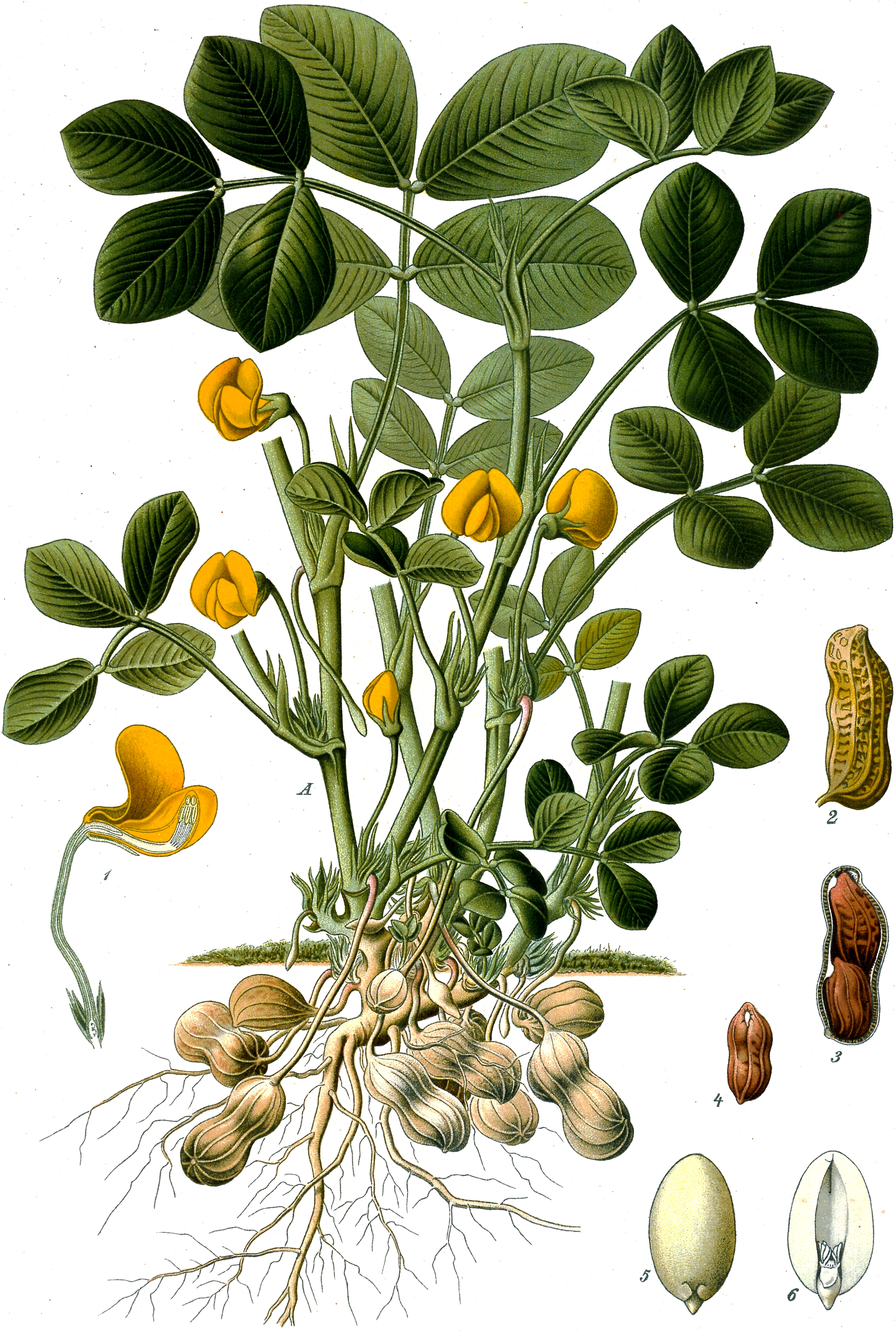
Illustration der Erdnuss (Arachis hypogaea)

### Erscheinungsbild und Blatt
Die Erdnuss ist eine einjährige krautige Pflanze. Der gelblich behaarte bis kahle Stängel ist selbständig aufrecht bis kriechend und zwischen 6 und 80 Zentimeter, meist jedoch etwa 30 Zentimeter lang.
Die wechselständig angeordneten Laubblätter sind in Blattstiel und Blattspreite gegliedert. Der 3,7 bis 10 Zentimeter lange Blattstiel ist mit lang gewundenen Trichomen bedeckt. Die paarig gefiederte Blattspreite besitzt meist zwei Paare sich an der Rhachis gegenüberstehende mit 1 bis 10 mm nur kurz gestielte Fiederblättchen. Die mit einer Länge von 1,1 bis 5,9 Zentimetern und einer Breite von 0,5 bis 3,4 Zentimeter eiförmig-länglichen bis verkehrt-eiförmigen Fiederblättchen sind papierartig mit weitgehend gerundeter Basis und das Ende ist stumpf oder ausgerandet mit Stachelspitze. Die mit langen Haaren besetzten Blattflächen besitzen etwa zehn Seitennerven auf jeder Seite des Mittelnerves. Der Rand der Fiederblättchen ist bewimpert. Die 2 bis 4 Zentimeter großen, häutigen, behaarten Nebenblätter sind teilweise mit dem Blattstiel verwachsen.

### Blütenstand und Blüte
Die Blütezeit reicht von Mai bis August. Die seitenständigen Blütenstände sind bis auf eine Blüte reduziert. Von den häutigen Tragblättern ist das unterste mit einer Länge von 1 bis 1,4 Zentimetern und einer Breite von 4 bis 5 Millimetern eiförmig-lanzettlich mit zwei Spitzen; die anderen sind ähnlich groß, aber zweispaltig.
Die ungestielten, zwittrigen Blüten sind zygomorph und fünfzählig mit doppelter Blütenhülle. Von den fünf häutigen, schmalen Kelchblättern sind vier zu einer 4 bis 6 mm dünnen Röhre verwachsen, das fünfte ist frei; sie vergrößern sich bis zur Fruchtbildung. Die 0,7 bis 1,3 Zentimeter lange Krone besitzt den typischen Aufbau der Schmetterlingsblütler. Die fünf Kronblätter sind gelb bis goldgelb, meist mit roten Nerven. Die ausgebreitete Fahne ist fast kreisförmig und an der Basis nur kurz genagelt mit ausgerandeter Spitze. Die zwei freien, schlanken Flügel sind länglich bis schräg eiförmig und geöhrt. Das geschnäbelte, lang eiförmige und nach innen eingebogene Schiffchen ist kürzer als die Flügel. Von den ursprünglich zehn Staubblättern fehlen ein oder zwei. Alle Staubfäden sind untereinander verwachsen. Es gibt zwei Formen bei den Staubbeuteln, lange und kurze wechseln sich ab. Das einzelne, anfangs fast sitzende, längliche Fruchtblatt besitzt meist zwei bis vier, selten bis zu sechs Samenanlagen. Die häufig Gynophor (eig. falsch, denn dieses stammt von der Blütenachse ab) oder Karpophor (englisch peg = Pflock, spanisch clavo = Nagel) genannte Basis des Fruchtblattes streckt sich auf eine Länge von 1 bis 20 Zentimetern und krümmt sich nach der Befruchtung abwärts in den lockeren Boden. So gelangt die Frucht unter die Erde, ähnlich wie bei der Erdbohne oder der Bambara-Erdnuss (Erderbse). Der schnell vergängliche, dünne Griffel ist relativ lang, aber kürzer als der Blütenkelch. Die kleine Narbe ist spärlich behaart.

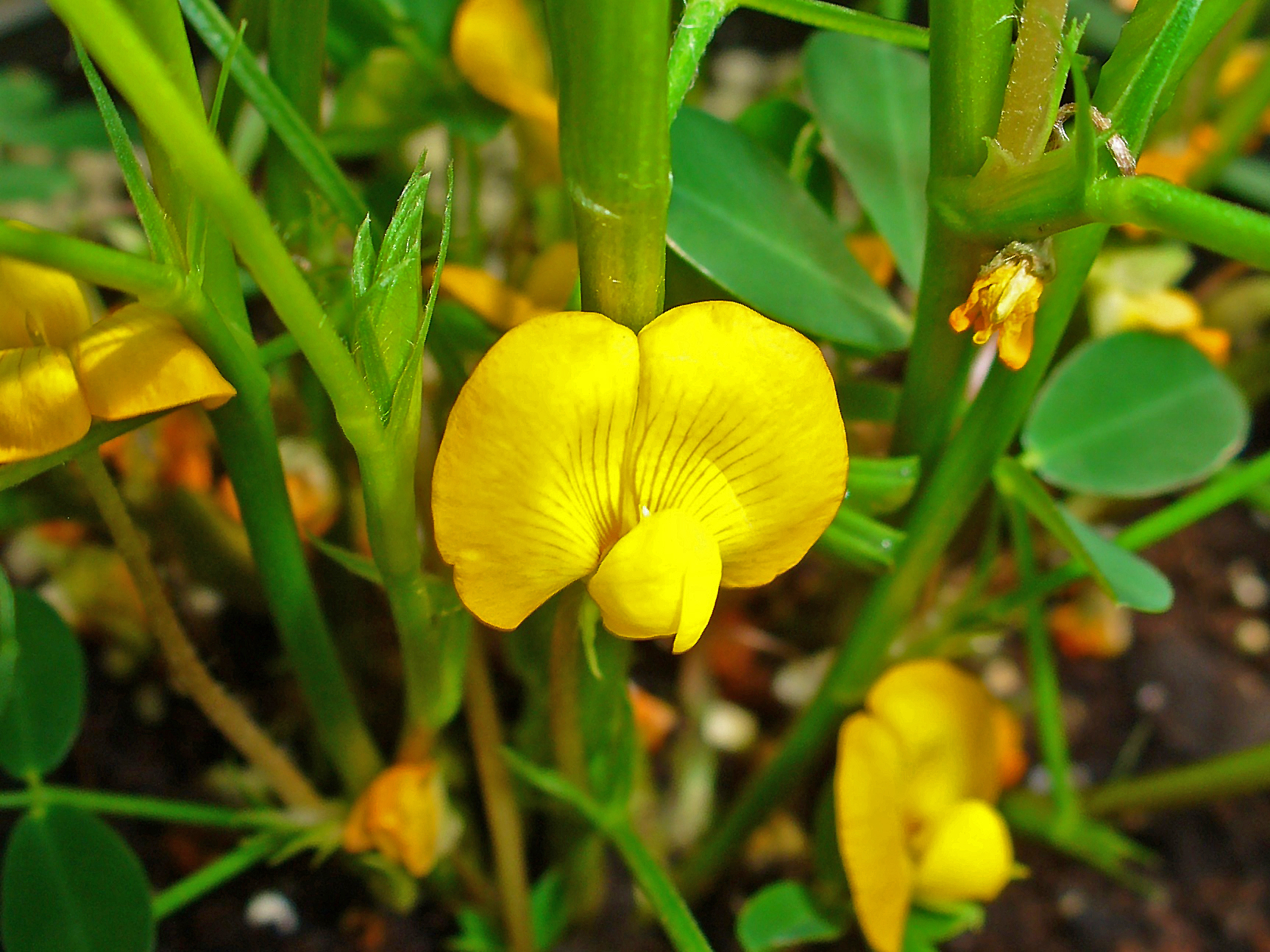
Typische Blüte der Schmetterlingsblütler
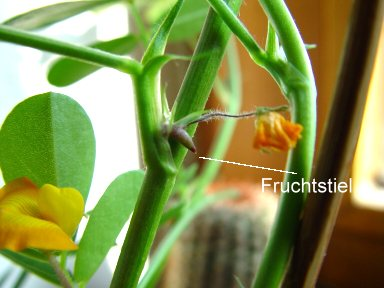
Die Struktur, die hier als Fruchtstiel bezeichnet wird, ist das Gynophor mit dem befruchteten Fruchtblatt
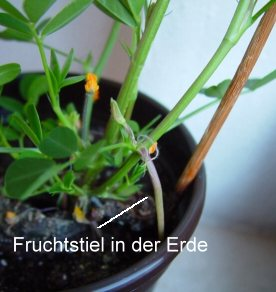
Das Gynophor schiebt die junge Frucht unter die Erde

### Frucht und Samen

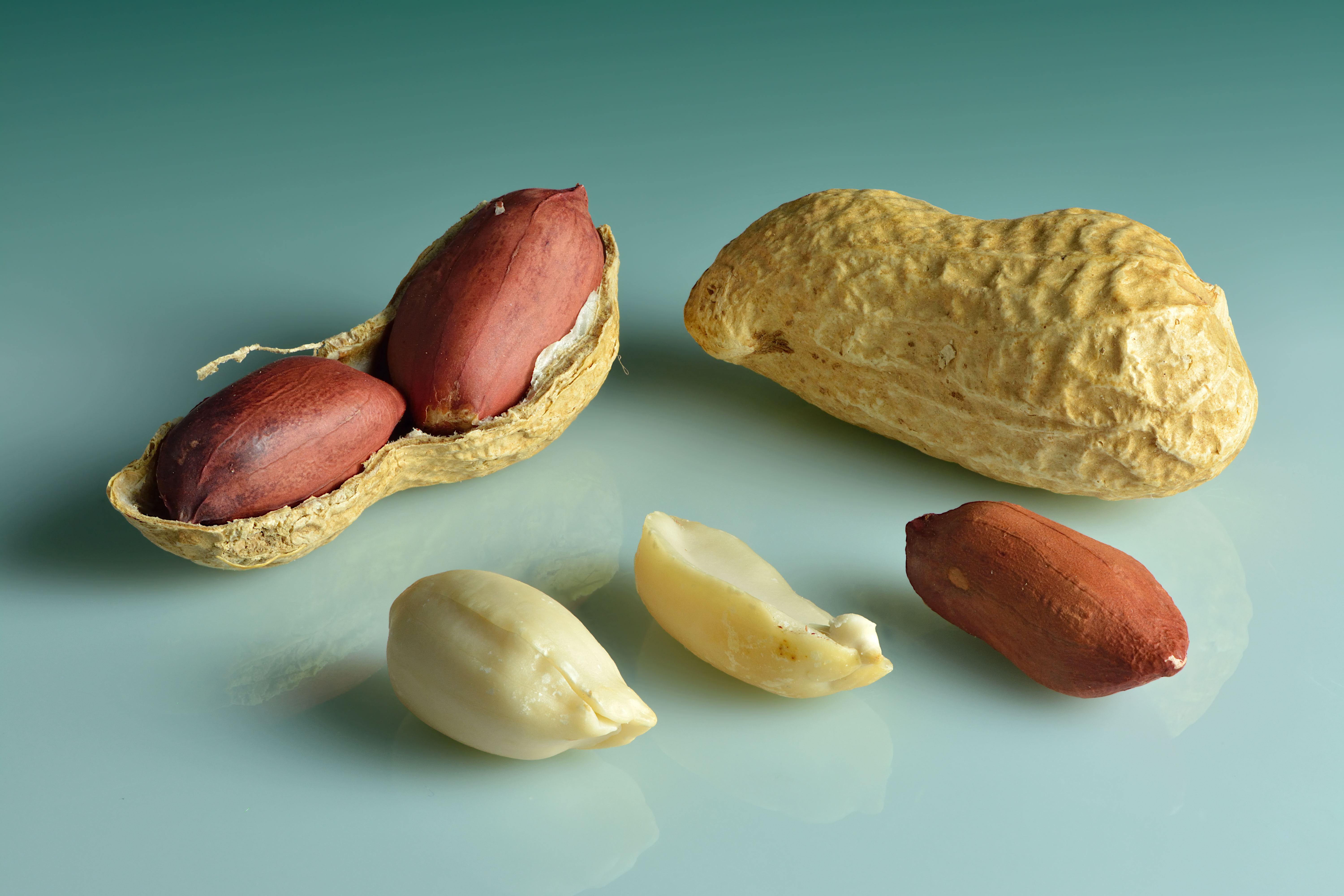
Die bekannte Hülsenfrucht der Erdnuss (Arachis hypogaea) mit den Samen

Die Hülsenfrüchte sind geokarp, befinden sich also im Erdreich, deshalb der Name „Erdnuss“. Obwohl die Erdnuss zu den Leguminosen zählt, verhält sich ihre Frucht anders als die sich öffnenden Hülsenfrüchte; sie bleibt geschlossen und gehört demnach morphologisch zu den Nüssen. Die Frucht besteht aus einem holzigen, netzrunzeligen, gelben Perikarp, das genauer als Mesokarp zu bezeichnen ist. Während der Fruchtentwicklung im Boden stirbt zuerst das Exokarp, später das Endokarp ab, das zeitweilig zu einem Speichergewebe anschwillt, dann aber zu einer weißen, watteartigen Schicht komprimiert wird (die weiße Auskleidung der Erdnussschale), so dass als Hülle nur das Mesokarp übrig bleibt. Daraus resultiert auch die Bezeichnung Mesokarpnuss. Die mit einer Länge von 2 bis 6 Zentimeter und einem Durchmesser von 1 bis 1,5 Zentimetern länglichen, eingebogenen Früchte enthalten einen bis vier, selten bis zu sechs Samen und sind zwischen ihnen etwas eingeschnürt. Diese unterirdischen Früchte öffnen sich nicht selbstständig. Die dicken Fruchtwände besitzen eine netzartige Oberfläche. Der mit einer Länge von 1 bis 2 Zentimetern und einem Durchmesser von 0,5 bis 1 Zentimeter fast eiförmige, hellbraune Samen besitzt zwei reichlich ölhaltige Keimblätter (Kotyledonen). Die Früchte reifen zwischen Juli und September.
Die Samenschale der erntereifen Kerne ist braun, papierartig und schmeckt bitter, daher wird sie vor der Weiterverarbeitung oder dem Verzehr der Kerne meist entfernt.

### Genetik und Chromosomensatz
Die Chromosomenzahl dieser tetraploiden Art beträgt 2n = 40. Die Größe des Genoms wird auf ca. 2,8 Milliarden Basenpaare abgeschätzt, sie liegt damit in derselben Größenordnung wie das menschliche Genom. Die Art ist allotetraploid, also aus der Hybridisierung zweier nahe verwandter, aber verschiedener diploider Arten hervorgegangen. Aufgrund der geringen genetischen Variation nimmt man ein relativ geringes Alter der Art an. Nach Vergleich sind die wahrscheinlichen Elternarten Arachis duranensis und Arachis ipaensis; diese wachsen in den Cerrados genannten savannenartigen Landschaften der Anden mit ausgeprägter Trockenzeit. Nach den Methoden der molekularen Uhr wird ihre Divergenzzeit auf etwa 3,5 Millionen Jahre abgeschätzt. Es gibt eine wild vorkommende tetraploide Sippe, Arachis monticola genannt, die wahrscheinlich konspezifisch zur kultivierten Erdnuss ist, also derselben biologischen Art angehört. Wilde Arachis hypogaea im engeren Sinne sind hingegen nie gefunden worden. Die genetische Struktur der Art macht es wahrscheinlich, dass sie auf sehr wenige oder eventuell sogar nur auf ein einziges Kreuzungsereignis mit anschließender Genomverdoppelung zurückgeht. Ob dies in wilden Populationen oder bereits in Kultur erfolgte, ist nicht bekannt. Die ältesten in archäologischen Ausgrabungen gefundenen Erdnüsse der Art Arachis hypogaea stammen aus dem Huarmey-Tal in Peru und sind etwa 5000 Jahre alt. Andere Erdnussarten wurden aber bereits lange Zeit vorher gesammelt und auch kultiviert.

## Herkunft und Anbau

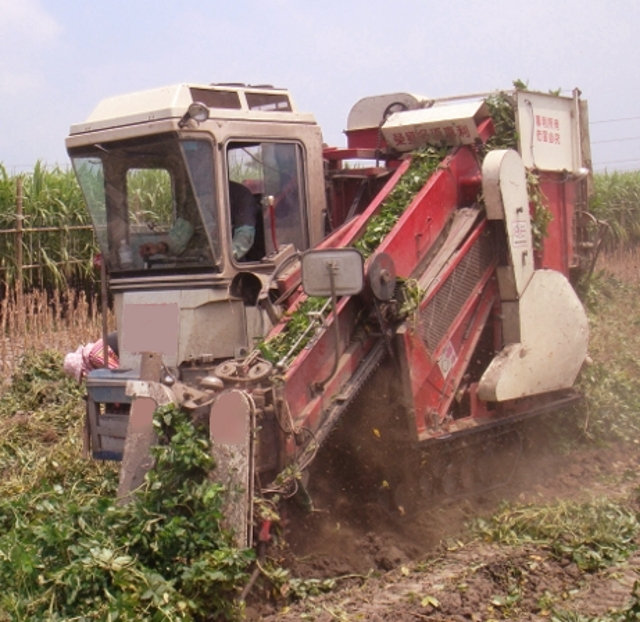
Erntegerät

Ursprünglich in den Anden Südamerikas beheimatet, hat sich der Anbau der Erdnuss seit ihrer wachsenden Bedeutung als Ölfrucht über die ganzen Tropen und Subtropen ausgebreitet. Nach POWO kommt die Art ursprünglich in Bolivien vor. Sie wurde 1753 von Carl von Linné in Species Plantarum Band 2, Seite 741 als Arachis hypogaea erstbeschrieben. Synonyme von Arachis hypogaea L. sind Arachis hypogaea subsp. fastigiata Waldron, Arachis hypogaea subsp. nambyquarae (Hoehne) A.Chev. und Arachis hypogaea subsp. procumbens Waldron.
Archäologen datierten 2007 die ältesten bekannten Funde von Erdnüssen im Zusammenhang mit menschlichen Ansiedlungen aus Peru auf ein Alter von 7840 Jahren; die dort im Fußboden eines Hauses gefundenen Nüsse entsprechen morphologisch Wildarten, stammen aber aus einer Region, in der keine Wildart autochthon vorkommt. Von dort verbreitete sich der Erdnussanbau auf weitere Teile Süd- und Mesoamerikas, wo spanische Konquistadoren an den Märkten von Tenochtitlán auf die tlalcacáhuatl (Nahuatl für „Erdnuss“, wörtlich „Kakaobohne der Erde“; von diesem Wort stammen auch die spanischen und französischen Bezeichnungen für die Erdnuss, cacahuete bzw. cacahuète) aufmerksam wurden.
Auch in Brasilien war die Erdnuss schon vor 2000 Jahren im Anbau und wurde von dort im Zuge des Sklavenhandels nach Afrika gebracht. Heute wird die Erdnuss weltweit in warmen Gebieten angebaut. Hauptanbaugebiete sind Westafrika, China, Indien, Nord- und Südamerika.
Die geernteten Feldfrüchte werden zunächst im Wassergehalt von 40 auf 5 bis 10 % heruntergetrocknet. In warmen Ländern geschieht dies im Freien, in gemäßigten Klimazonen mit künstlicher Wärmezufuhr. Nach der Trocknung werden die Nüsse gedroschen oder gebrochen und gegebenenfalls noch entschalt.

## Wirtschaftliche Bedeutung

### Größte Erdnussproduzenten
Im Jahr 2022 wurden laut Ernährungs- und Landwirtschaftsorganisation (FAO) der Vereinten Nationen weltweit 54.238.560 Tonnen Erdnüsse (mit Schale) geerntet. Die zehn größten Produzenten ernteten zusammen 81,6 % der Welternte. China als größter Produzent kam allein auf etwa 33,8 %.
| Rang | Land                | Menge (in t) |
| ---- | ------------------- | ------------ |
| 1    | Volksrepublik China | 18.329.500   |
| 2    | Indien              | 10.134.990   |
| 3    | Nigeria             | 4.284.000    |
| 4    | Vereinigte Staaten  | 2.525.670    |
| 5    | Sudan               | 2.500.000    |
| 6    | Myanmar             | 1.741.378    |
| 7    | Senegal             | 1.501.498    |
| 8    | Argentinien         | 1.346.166    |
| 9    | Guinea              | 1.025.144    |
| 10   | Brasilien           | 848.194      |
|      | Summe Top Ten       | 44.236.540   |
|      | restliche Länder    | 10.002.020   |

### Handel
Im Jahr 2021 betrug das gesamte Exportvolumen von Erdnüssen (mit Schale) 351.000 Tonnen. Die Hauptexporteure von Erdnüssen waren 2021 die USA, Myanmar,  Benin, Malawi und China. Die Exporte dieser fünf Länder zusammen machten 78,1 % des gesamten weltweiten Exports an Erdnüssen aus.
Der Import in die EU wird vor allem für Nahrungsmittel wie geröstete Erdnüsse oder als Bestandteil von Süßigkeiten verwendet.

## Erdnussprodukte

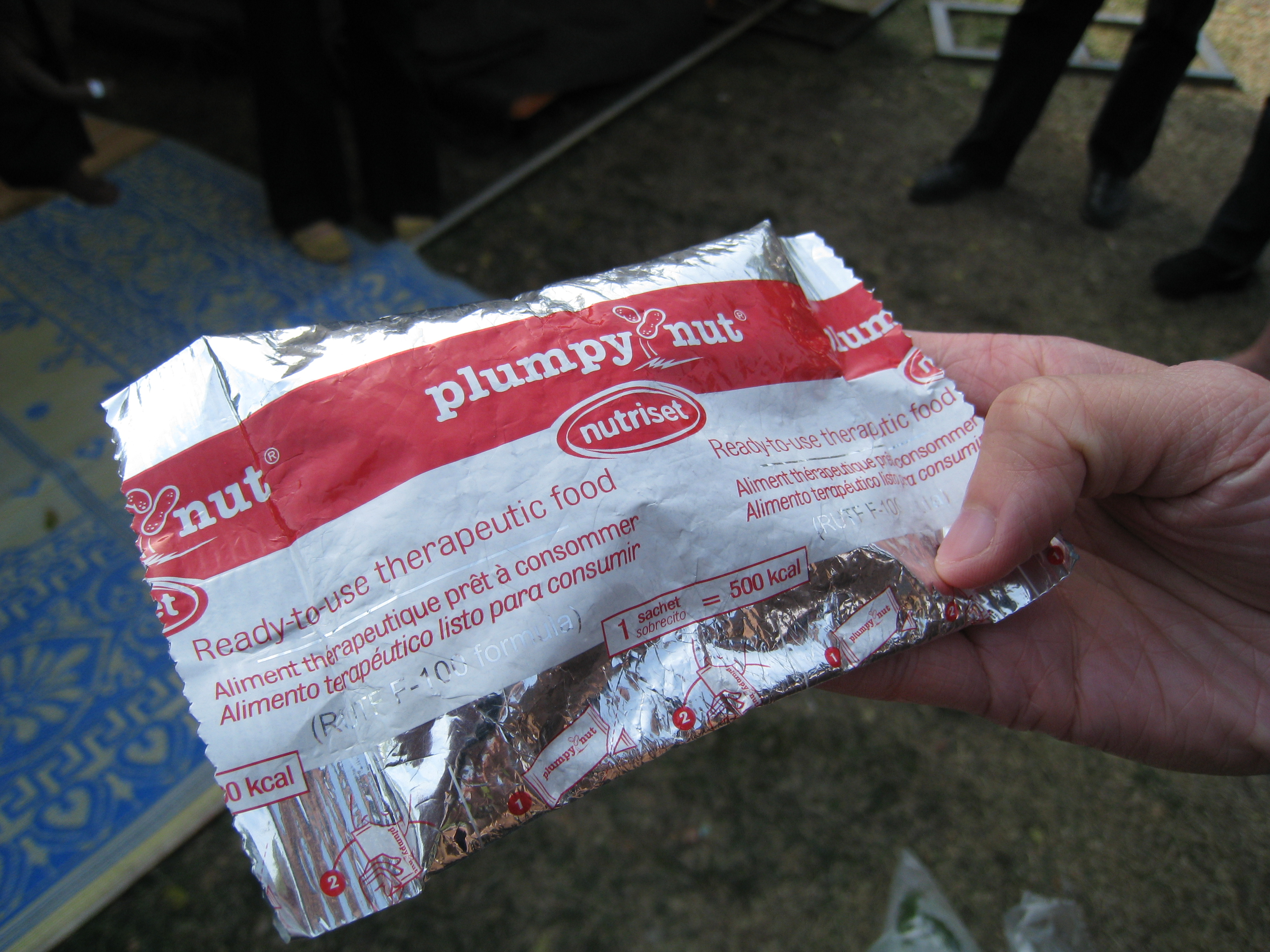
Plumpy’nut (verpackt) zur Hungerhilfe

Erdnüsse kommen oft geröstet und gesalzen in den Handel, auch als Zutaten in Süßigkeiten.
Die mit Schale gehandelten Erdnüsse sind in der Regel ebenfalls geröstet; ungeröstete Erdnüsse schmecken nach Bohnen, verursachen Blähungen und halten sich nicht so gut (giftiger Schimmel). In den Erzeugerländern werden sie hingegen auch gekocht gegessen.
Die Verarbeitungsprodukte der Erdnuss werden in der Lebensmittelindustrie vielseitig eingesetzt und dienen auch als nachwachsender Rohstoff in der chemischen Industrie, der Kosmetik sowie in bedeutenden Mengen als ölhaltiger Futterzusatzstoff in der landwirtschaftlichen Tiermästerei.
Ein bedeutendes Erdnussprodukt ist das vor allem in Indien und China als Speiseöl beliebte Erdnussöl. Es wird auch als pflanzliches Heilmittel verwendet. In den Küchen vieler Länder Südostasiens, Westafrikas und der Niederlande verbreitet sind Erdnusssaucen. Weitere Produkte sind Erdnussbutter, Erdnussflips und Erdnüsse im Teigmantel.
Plumpy’nut ist eine energiereiche Paste aus Erdnussbutter, Milchpulver, Öl und Zucker zur Behandlung von moderater Unterernährung im Bereich der humanitären Hilfe.

## Durchschnittliche Zusammensetzung
Die Zusammensetzung von Erdnüssen schwankt naturgemäß, sowohl in Abhängigkeit von der Sorte, den Umweltbedingungen wie Boden und Klima, als auch von der Anbautechnik je nach Düngung und Pflanzenschutz.
Angaben je 100 Gramm essbarem Anteil (Erdnuss ungesalzen, geröstet):
| Bestandteile    |        |
| --------------- | ------ |
| Wasser          | 1,6 g  |
| Eiweiß          | 25,6 g |
| Fett            | 49,4 g |
| Kohlenhydrate 1 | 9,4 g  |
| Ballaststoffe   | 11,4 g |
| Mineralstoffe   | 2,6 g  |

| Mineralstoffe |          |
| ------------- | -------- |
| Natrium       | 6 mg     |
| Kalium        | 775 mg   |
| Magnesium     | 180 mg   |
| Calcium       | 65 mg    |
| Mangan        | 1.200 µg |
| Eisen         | 2.300 µg |
| Kupfer        | 610 µg   |
| Zink          | 2,6 mg   |
| Phosphor      | 410 mg   |
| Selen         | 1 µg     |

| Vitamine                 |          |
| ------------------------ | -------- |
| Thiamin (Vit. B1)        | 250 µg   |
| Riboflavin (Vit. B2)     | 140 µg   |
| Nicotinsäure (Vit. B3)   | 14 mg    |
| Pantothensäure (Vit. B5) | 2.100 µg |
| Vitamin B6               | 400 µg   |

| essentielle und semi-essentielle Aminosäuren |          |
| -------------------------------------------- | -------- |
| Arginin 2                                    | 3.460 mg |
| Histidin 2                                   | 710 mg   |
| Isoleucin                                    | 1.230 mg |
| Leucin                                       | 2.030 mg |
| Lysin                                        | 1.100 mg |
| Methionin                                    | 310 mg   |
| Phenylalanin                                 | 1.540 mg |
| Threonin                                     | 850 mg   |
| Tryptophan                                   | 320 mg   |
| Tyrosin                                      | 1.190 mg |
| Valin                                        | 1.450 mg |

Der physiologische Brennwert beträgt 2423 kJ (585 kcal) je 100 Gramm essbarem Anteil.
Reife Erdnüsse können roh, geröstet oder gekocht verzehrt werden. Die Erdnuss hat mit über 25 % Eiweißgehalt einen hohen Nährwert. Mit 160 mg Magnesium gehört die Erdnuss, nach Cashewkernen, zu den magnesiumreichen pflanzlichen Nahrungsmitteln. Insbesondere bei vegetarischer Ernährung kann die Erdnuss einen wertvollen Beitrag leisten. Allerdings enthalten Erdnüsse auch relativ viel Phytat, das die Aufnahme der enthaltenen Mineralstoffe einschränkt. Erdnussprodukte haben einen sehr hohen Gehalt an semi-essentiellem Arginin.

## Gesundheitliche Gefahren
Eine repräsentative Untersuchung in den Vereinigten Staaten aus dem Jahr 2003 ergab, dass etwa 1,2 % der Bevölkerung gegen Teile der Erdnuss allergisch sind. Dieses Ergebnis deckt sich mit einer anderen Untersuchung aus dem Jahr 1997. Im Vergleich zu anderen Lebensmitteln ist das allergene Potential der Erdnuss hoch. Dies liegt an der hohen Zahl der Erdnussallergene.
Die Symptome einer akuten Erdnussallergie sind sehr unterschiedlich, häufig sind jedoch Nesselsucht, tränende Augen oder Atembeschwerden. In seltenen Fällen können die Symptome aber auch sehr schwerwiegend sein oder sogar einen anaphylaktischen Schock auslösen.
Ein anderes Problem ist, dass Erdnüsse unter schlechten Lagerbedingungen von Aspergillus flavus, einem Schimmelpilz, befallen werden können, der giftige Aflatoxine in den Erdnüssen produziert.  Aus diesem Grund werden sowohl in den USA als auch in der Europäischen Union strenge Einfuhrkontrollen durchgeführt.
Rohe Erdnüsse enthalten Lektine, denen nachgesagt wird, dass sie rote Blutkörperchen verklumpen und ab einer bestimmten Menge zu Beschwerden führen können. Da Erdnüsse in der Regel geröstet verzehrt werden, besteht die Gefahr nicht.

## Krankheiten
Der Rostpilz Puccinia arachidis befällt die Erdnuss.

## Synonyme
Bekannte Synonyme sind: Aschanti-, Arachis- oder Kamerunnuss. Es existierten auch die Bezeichnungen Erdeichel, Erdpistazie und Mundubibohne. Das Lebensmittel-Lexikon führt noch weitere Namen auf: Burennuss, Erdbohne, Javanuss, Kurunuss, Mandubinuss und Erdmandel.